# Conséquences de la pandémie de Covid-19 sur les religions
Pour un article plus général, voir Conséquences de la pandémie de Covid-19.
La pandémie de Covid-19 a affecté les religions de diverses manières, par l'annulation des services de culte de diverses confessions, la fermeture des Écoles du dimanche, ainsi que l'annulation des pèlerinages entourant les célébrations et les fêtes. De nombreuses églises, synagogues, mosquées et temples ont diffusé leur culte par le biais de la diffusion en direct au long de la pandémie.
Les organisations religieuses ont envoyé des fournitures de désinfection, des respirateurs à épuration d'air, des écrans faciaux, des gants, des réactifs de détection des acides nucléiques contre les coronavirus, des ventilateurs, des pompes à seringue, des pompes à perfusion et de la nourriture dans les zones touchées. D'autres églises ont offert à la population des tests diagnostiques du SARS-CoV-2 gratuits. Les membres de nombreuses religions ont uni leur prière pour la fin de la pandémie de Covid-19, pour ceux qui en sont affectés, ainsi que pour les médecins et scientifiques dans la lutte contre la maladie,.

## Les religions

### Christianisme

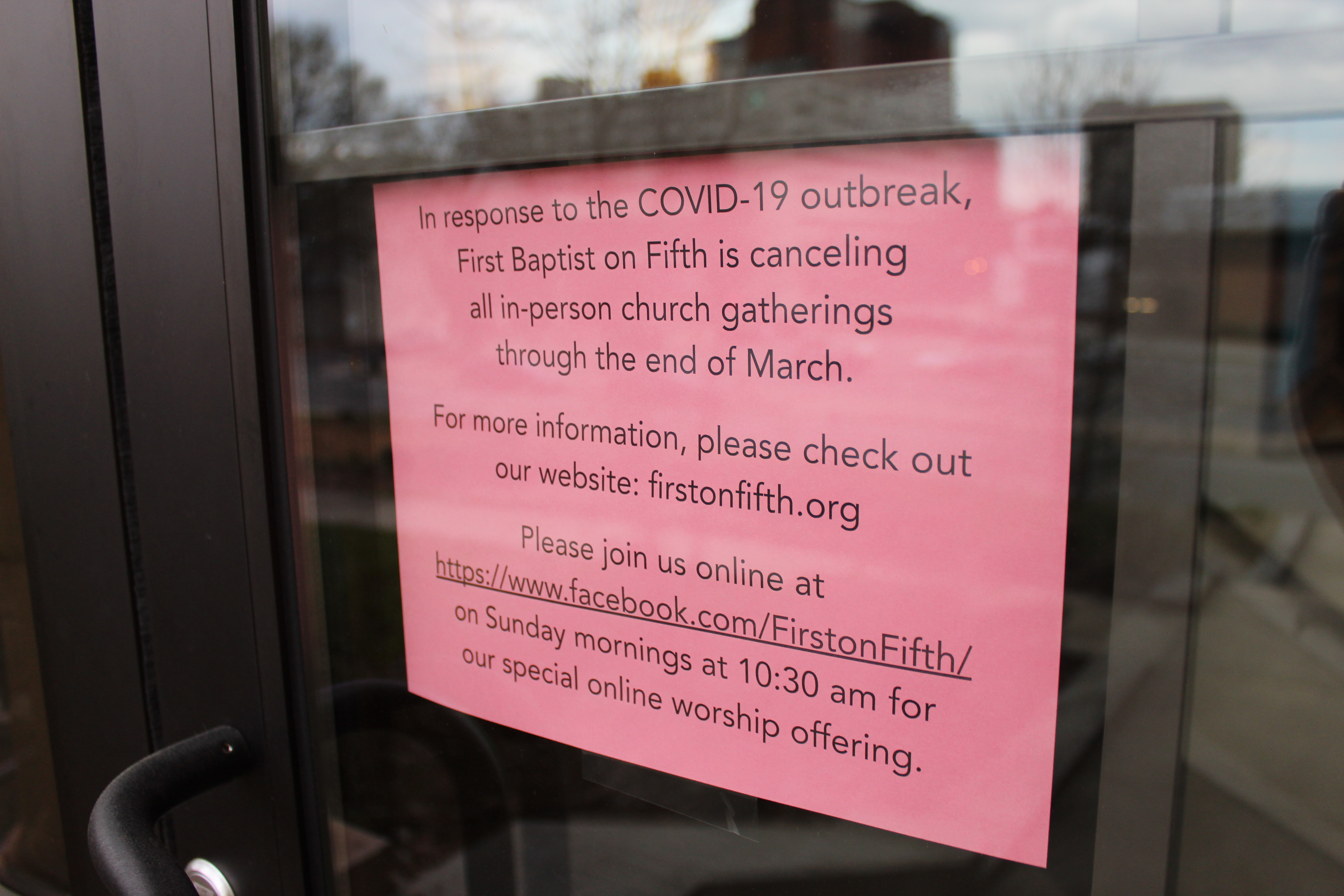
Une affiche d'une église chrétienne baptiste qui a été temporairement fermée, en raison du coronavirus

#### Réponse et impact
Selon le rapport Gallup de Frank Newport, « le résultat le plus spectaculaire (en matière de religion) a été le passage extrêmement rapide des services religieux du culte en personne au culte en ligne ». Alors que pendant près de cent ans, les églises ont utilisé diverses méthodes de communication pour atteindre leur public, comme la radio, la télévision et les médias en ligne, Gallup dit que l'arrêt du culte en présentiel « est l'une des perturbations soudaines les plus importantes dans la pratique de la religion dans l'histoire des États-Unis ». Un rapport de Pew Research de mars 2020 a signalé un changement dans leurs habitudes religieuses en raison de la pandémie. Plus de la moitié des personnes interrogées ont déclaré avoir « prié pour que cesse la propagation du coronavirus », « assisté à des services en personne moins souvent » et « regardé des services religieux en ligne ou à la télévision plutôt qu'en personne ». Le magazine Time a rapporté que les services paroissiaux ont atteint un niveau élevé de fréquentation lors de la pandémie de Covid-19. Quant à savoir si la crise a eu un effet sur la vie religieuse personnelle à long terme, 19 % des Américains ont dit que leur foi s'est renforcée et seulement 3 % ont dit qu'elle avait empiré.

##### Assistance alimentaire et médicale et justice sociale
Le secrétaire général du Conseil œcuménique des Églises, Olav Fykse Tveit, a annoncé que « cette situation appelle notre solidarité et notre responsabilité, notre attention, notre attention et notre sagesse [ainsi que] pour nos signes de foi, d'espérance et d'amour ». Au milieu de la pandémie de Covid-19, certaines églises continuent de diffuser des sacs de premières nécessités, remplis de viande et des rouleaux de papier toilette aux familles nécessiteuses La cathédrale nationale des États-Unis, qui appartient à l'Église épiscopale, a fait don de plus de cinq mille masques chirurgicaux N95 aux hôpitaux de Washington, en pénurie pendant la pandémie de Covid-19. D'autres églises, comme l'église des Highlands, une mégachurch chrétienne évangélique, ont offert des tests Covid-19 gratuits dans leurs parkings. Certains aumôniers, comme le père Benito Rodríguez Regueiro, se sont rendus disponibles pour des appels 24 h / 24 h pour les patients Covid-19.
Plus de 200 églises et organisations de la société civile, dont Caritas et le Jesuit Refugee Service, ont appelé le gouvernement grec à rétablir l'accès à l'asile pour les réfugiés, en particulier les 42 000 qui, « piégés », vivent « dans des conditions horribles » dans les îles grecques.

##### Distanciation sociale

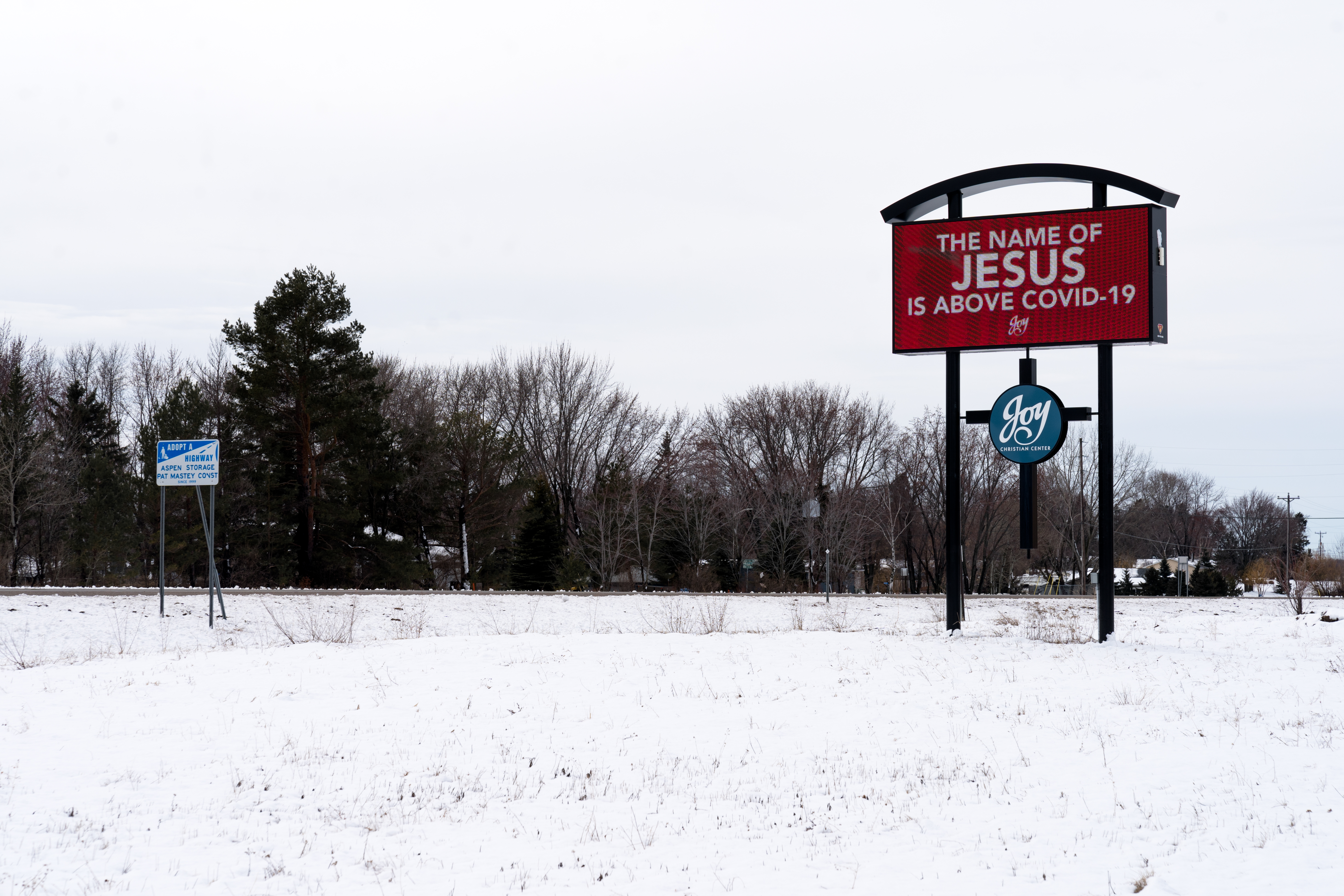
Le nom de Jésus est au-dessus de Covid-19 : message sur un panneau au Joy Christian Center à Saint Cloud (Minnesota).

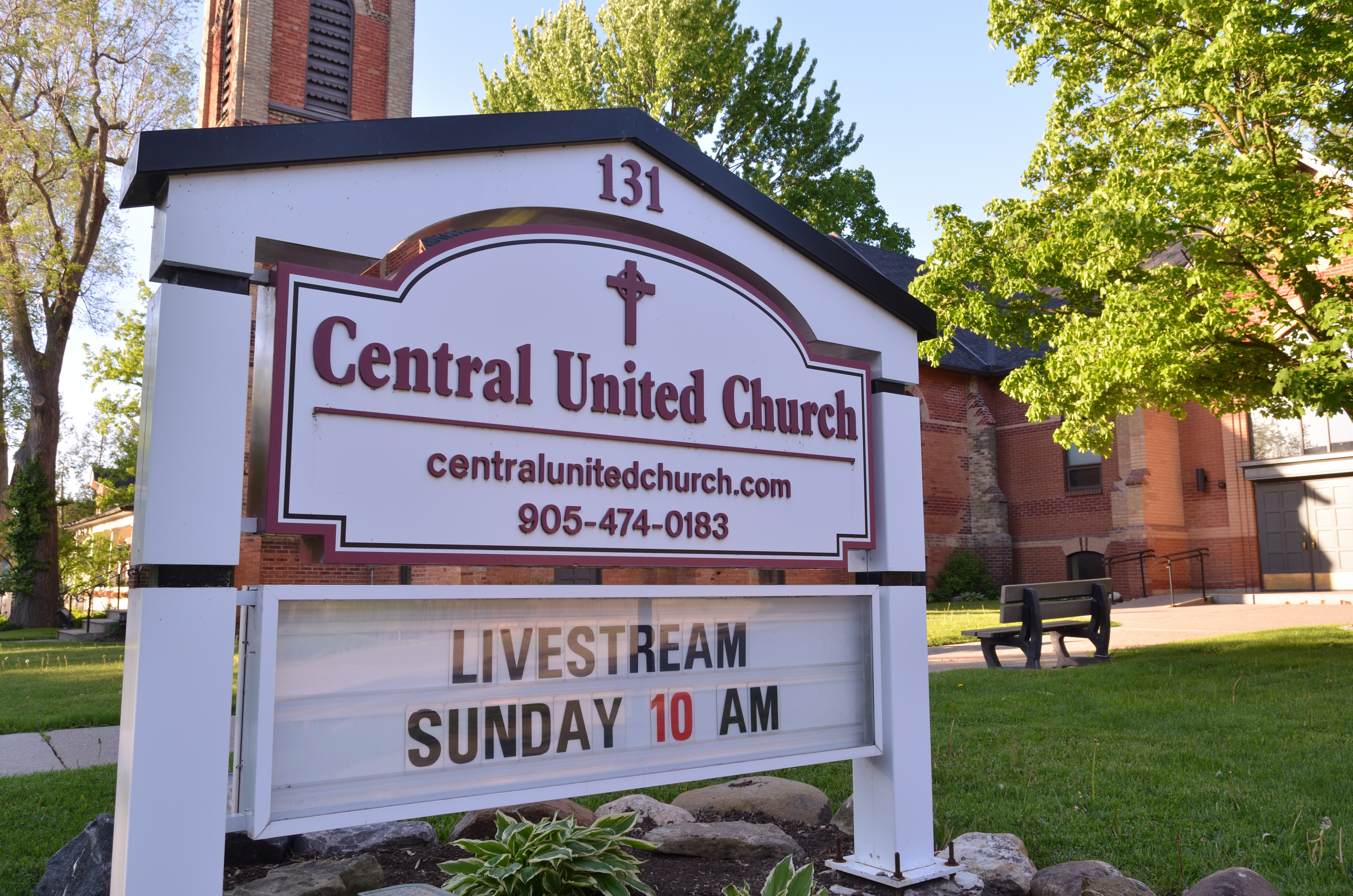
Le culte du dimanche
est diffusé en direct en ligne en raison des confinements.

De nombreux diocèses épiscopaux et catholiques ont recommandé aux chrétiens plus âgés de rester à la maison plutôt que d'assister à la messe le dimanche, ce qui est généralement requis ; de nombreuses églises de toutes confessions chrétiennes ont rendu disponibles leurs services religieux via la radio, la diffusion en direct en ligne ou la télévision tandis que d'autres ont offert des services de drive-in dans leurs parkings d'église,,, certains avec des consignes sur la façon d'utiliser les fonctions de la voiture pour répondre au service. Certains chrétiens utilisent des applications en ligne, qui contiennent des prières et des dévotions quotidiennes, pour rester engagés dans leur foi.
Beaucoup de chrétiens observent traditionnellement la saison pénitentielle chrétienne du Carême à travers l'abstinence de viande le vendredi, en particulier les catholiques romains, les méthodistes et les anglicans; l'exigence d'observer cette coutume a été levée par certains évêques catholiques romains au milieu de la pandémie de Covid-19, qui a coïncidé en partie avec le Carême en 2020  Les célébrations liturgiques qui ont lieu normalement pendant la semaine sainte (en particulier celles du dimanche des Rameaux, du mercredi saint, du jeudi saint, du vendredi saint et du samedi saint), la dernière semaine du carême, ont été annulées par de nombreuses Églises appartenant aux confessions chrétiennes dominantes, y compris les anglicanes, les catholiques, Églises luthérienne, méthodiste, morave et réformée,,,. Y est inclus le service caritatif Royal Maundy effectué par le monarque du Royaume-Uni le jeudi saint.
Se référant à la doctrine chrétienne du Corps du Christ, le prêtre anglican Jonathan Warren Pagán a écrit que "le culte rassemblé en paroles et sacrements n'est donc pas un complément facultatif pour les chrétiens" bien que la pandémie de Covid-19 ait rendu nécessaire le passage aux diffusions en ligne pour le bien commun. Il a encouragé la pratique de la communion spirituelle au milieu de la pandémie (en particulier pendant le service anglican de la prière du matin), qui a été utilisée par les chrétiens pendant les périodes de fléaux, ainsi que pendant les périodes de persécution, qui ont toutes deux empêché les chrétiens de se rassembler sur la Le jour du Seigneur pour célébrer l'Eucharistie. Le clergé méthodiste, ainsi que le pape François, ont également suggéré que les fidèles pratiquent la communion spirituelle pendant la pandémie de Covid-19,,.

##### Catholicisme
De nombreuses églises ont sonné les cloches de leur église cinq fois par jour pour la liturgie des Heures comme appel à la prière au milieu de l'épidémie de coronavirus. En Espagne, de nombreuses villes ont annulé leurs festivités de la Semana
 Santa (5-11 avril) — événements normalement importants avec défilés et dépenses touristiques importantes — à la mi-mars à la suite de la pandémie ; à Séville, c'était la première fois que les fêtes étaient annulés depuis 1933.

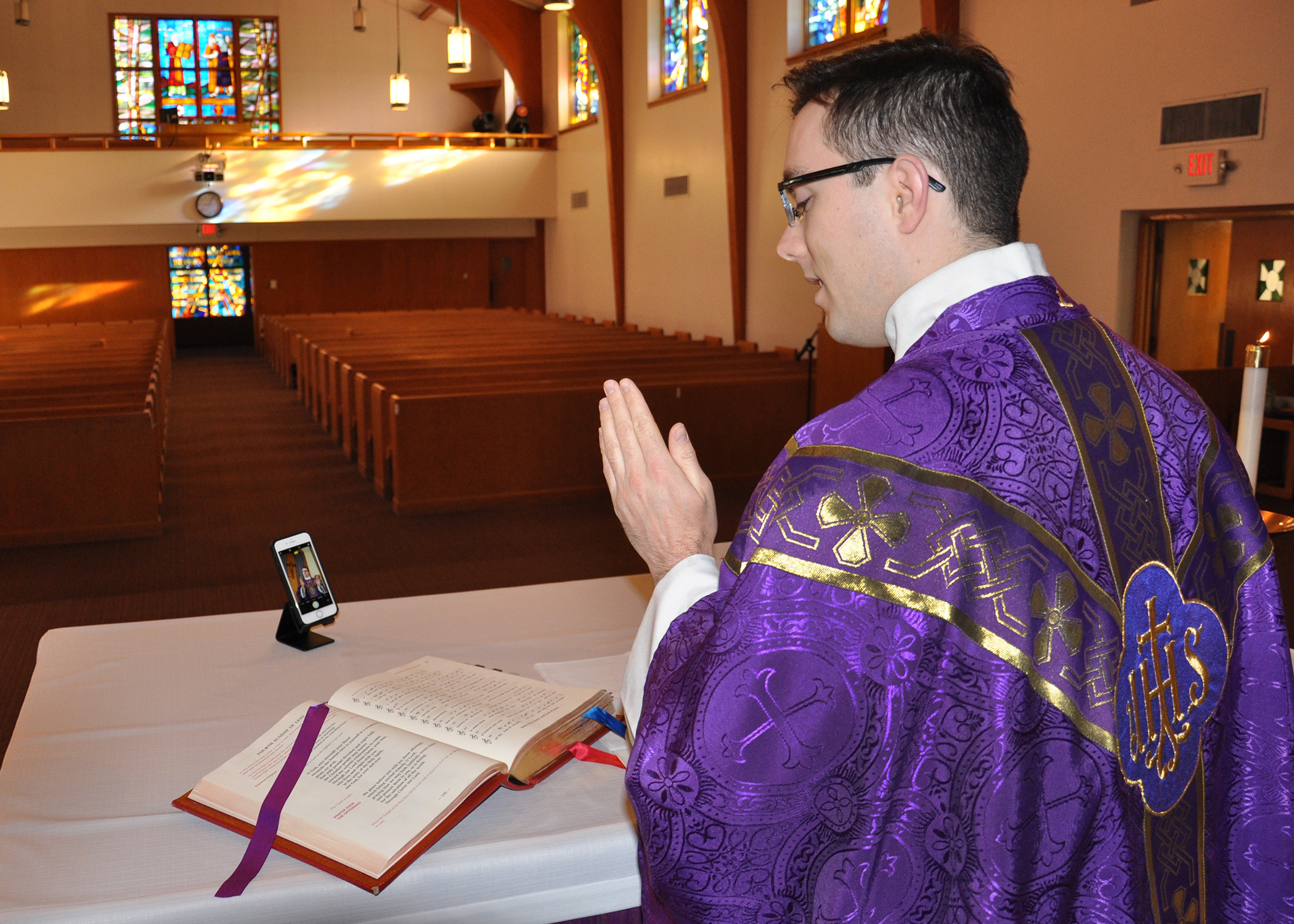
Un aumônier militaire américain se prépare pour un service en direct dans une chapelle vide à Offutt Air Force Base en mars 2020.

Le Vatican a annoncé que les célébrations de la Semaine Sainte à Rome, qui ont lieu au cours de la dernière semaine de la saison pénitentielle chrétienne du Carême, ont été annulées. Le diocèse de Rome fermant ses églises et ses chapelles, la place Saint-Pierre est désormais vide de pèlerins chrétiens ; d'autre part, l'archidiocèse de New York, bien qu'annulant les services, a laissé ses églises ouvertes pour que les passants puissent y prier. Donnant l'exemple aux églises incapables de célébrer les messes publiques en raison de l'isolement, le pape François a commencé à diffuser en direct les messes quotidiennes depuis son domicile de Domus Sanctae Marthae le 9 mars. Dans l'archidiocèse de Portland, en Oregon, une approche différente a été brièvement adoptée, car l'archevêque Alexander Sample a demandé aux paroisses de célébrer plus de messes afin que chaque messe soit moins fréquentée ; cependant, le resserrement des restrictions sur les rassemblements publics dans l'Oregon a même conduit l'Archevêque Sample à suspendre les messes publiques à partir du 17 mars.
Le 2 mars 2020, il annonce le lancement de la Commission COVID-19 du Vatican sous la direction du Dicastère pour le service du développement humain intégral, pour penser l'après-Covid.
Le 27 mars 2020, le pape François a donné la Bénédiction urbi et orbi, normalement réservée pour Noël et Pâques, depuis une place Saint-Pierre vide à la suite d'une prière pour la santé du monde entier,. Pour le service de prière, François a apporté le crucifix de San Marcello al Corso, qui avait traversé les rues de Rome lors de la guérison miraculeuse de la peste de 1522.
A Genève en décembre 2020, le député cantonal Eric Bertinat dépose avec la Fraternité Saint-Pie-X un recours contre la loi genevoise interdisant les cultes durant la crise de la maladie à coronavirus 2019. Représentés par le conseiller national Yves Nidegger, les recourants obtiennent l'annulation de la loi,.

### Islam

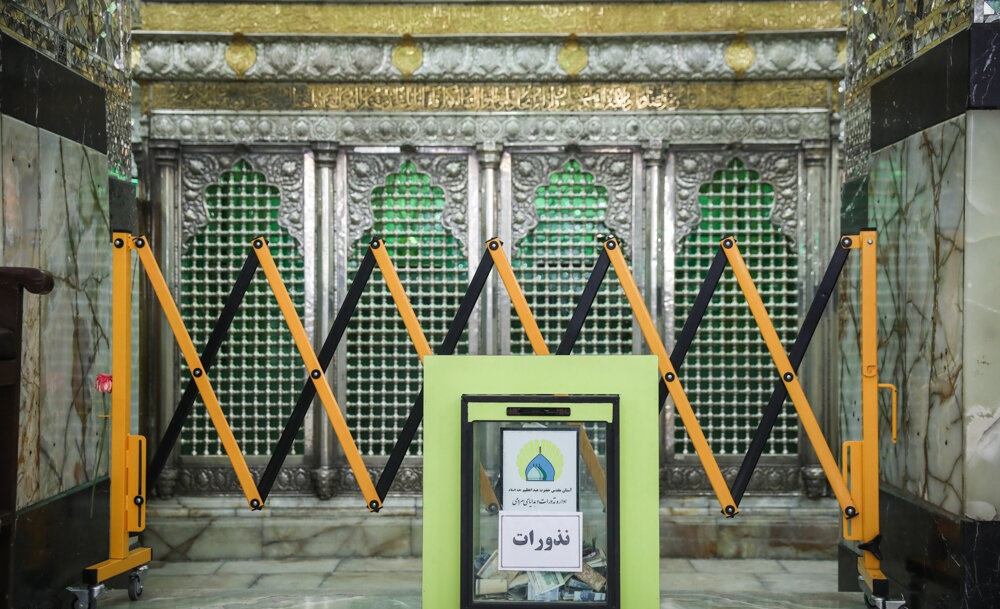
Sanctuaire Shah Abdol-Azim fermé à Rey, Iran

Il a été à craindre que le virus soit difficile à contrôler pendant les voyages et les rassemblements autour du Ramadan et de l'Aïd al-Fitr. Les congrégations pour les prières de Taraweeh pendant le Ramadan ont été annulées dans plusieurs pays car les mosquées du monde entier ont été fermées,. Le Conseil des savants seniors d'Arabie saoudite a exhorté le monde musulman en général à se préparer pour le Ramadan tout en respectant les mesures de santé préventives et préventives concernant les actes de culte, ce qui inclut d'éviter les rassemblements tels que les repas communs d'Iftar et de Suhur.

### Judaïsme

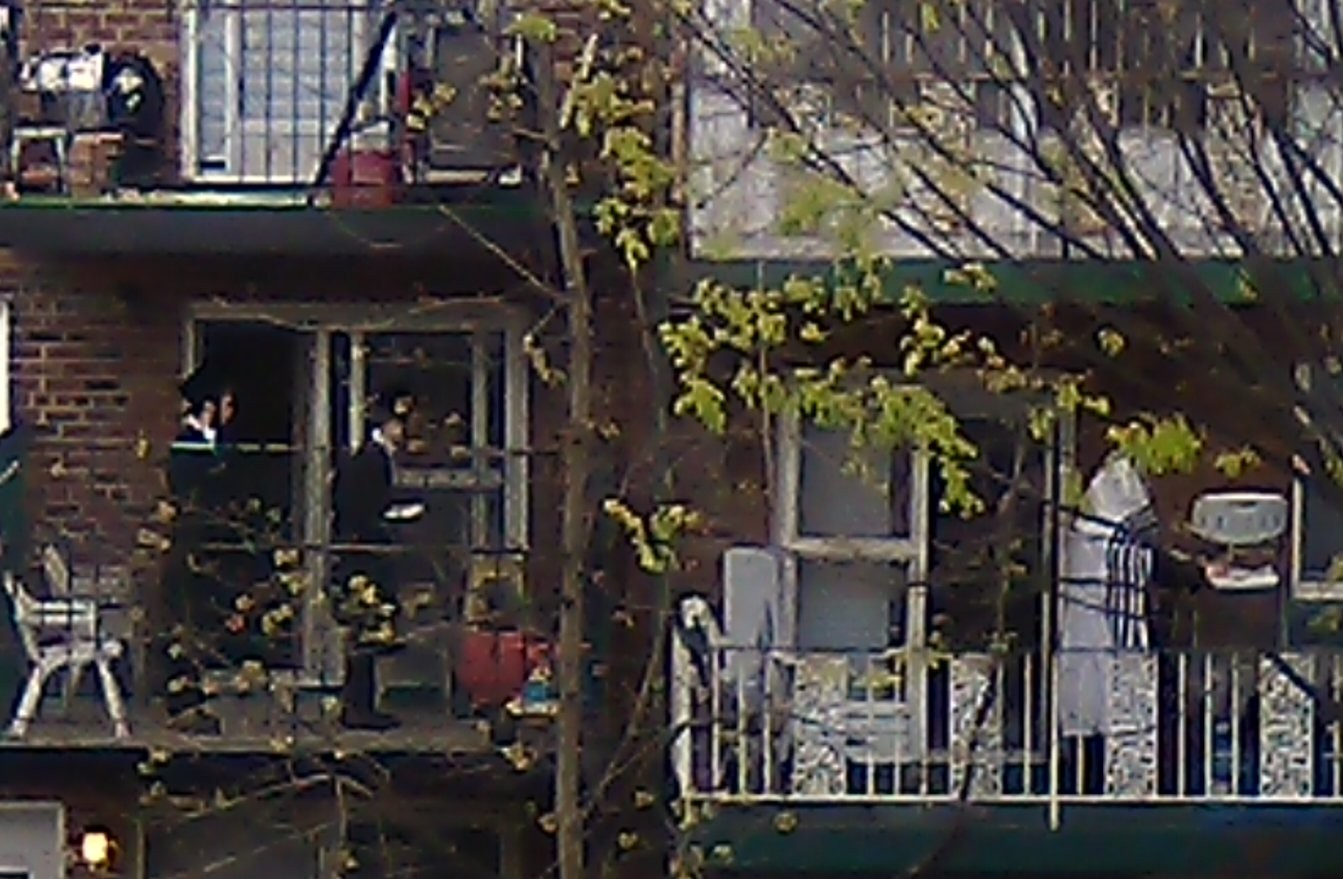
Juifs orthodoxes priant sur leurs porches en raison de la fermeture des synagogues. Avril 2020 à Borough Park, Brooklyn

Au Mur occidental, des milliers de Juifs se sont rassemblés pour prier le 15 février pour mettre fin à la pandémie de coronavirus, dirigée par le grand rabbin de Safed Shmuel Eliyahu. Le 12 mars, lorsqu'à la suite d'une demande de la police, les rabbins en chef israéliens David Lau et Yitzhak Yosef ont ordonné aux Juifs pratiquants d'éviter de visiter le lieu saint, peu de gens ont continué à prier. Cependant, même lorsque le gouvernement a interdit les prières collectives avec un minyan (quorum de prière public de 10 personnes ou plus) le 30 mars, une dérogation spéciale a été accordée afin que les prières puissent se poursuivre au Mur occidental trois fois par jour.
De nombreux rassemblements liés aux célébrations juives de Pourim et de Pessa'h ont été annulés en raison de la pandémie de Covid-19.
Le Conseil rabbinique d'Amérique, parlant au nom du judaïsme orthodoxe, a publié une directive stipulant que « les rassemblements publics dans les synagogues et les écoles devraient être sévèrement limités ». L'Assemblée rabbinique, parlant au nom du judaïsme conservateur, a déclaré que « la protection de la vie humaine l'emporte sur presque toutes les autres valeurs juives » et a recommandé que les mariages soient reportés.
Le grand rabbin Warren Goldstein a suspendu les synagogues d'Afrique du Sud.
Le grand rabbin du Royaume-Uni a conseillé la suspension du culte juif dans les synagogues.

### Hindouisme
Le festival de Panguni Uthiram, généralement associé aux processions, a été annulé en raison de la pandémie de Covid-19. Le gouvernement népalais a accordé la permission à seulement 25 pèlerins à la fois dans le saint temple de Pashupatinath à Katmandou, au Népal.

### Sikhisme
La Coalition Sikh a recommandé l'annulation des services aux gurdwaras. En outre, de nombreux gurdwaras sikhs ont suspendu l'offre de nourriture gratuite aux visiteurs des gurudwara et ont décidé de diffuser la lecture des Écritures en direct. Le Central Sikh Gurdwara Board a recommandé que les Sikhs âgés restent à la maison, bien qu'il ait autorisé les mariages qui devaient avoir lieu. Les Nagar Kirtans associés à la fête de Vaisakhi au printemps ont également été suspendus ou reportés.

### Bouddhisme
Le Corps culturel du bouddhisme coréen, qui permet aux visiteurs de vivre la vie monastique dans cent trente-sept temples, a suspendu ce programme.
Les Églises bouddhistes d'Amérique ont annulé les services pour les vacances de printemps de Higan et d'autres événements dans plusieurs de leurs temples.
Il a été à craindre que le virus soit difficile à contrôler pendant les déplacements et les rassemblements autour de Vesak.

## Voir également
- Liste des événements touchés par la pandémie de Covid-19
- Conséquences économiques, sociales et environnementales de la pandémie de Covid-19
- Pandémie de Covid-19 au Vatican
- Jeon Kwang-hoon